# 加藤良三
加藤 良三（かとう りょうぞう、1941年9月13日 - ）は、日本の外交官、12代プロ野球コミッショナー、三菱商事特別顧問で2009年6月より社外取締役。埼玉県生まれ、秋田県由利郡由利町（のちの由利本荘市）出身。

## 来歴・人物
成蹊高等学校を経て東京大学法学部第2類（公法コース）を卒業。東大法学部在学中に外務公務員試験に合格し、1965年（昭和40年）に外務省入省。イェール大学で英語研修。
アメリカンスクール（英語研修組）のエースとして早くから嘱望されていた。1995年（平成7年）、北朝鮮外交に対応するため、加藤がアジア局長に、同期でアメリカンスクールの折田正樹が北米局長に任命された。総合外交政策局長、外務審議官（政務担当）などを歴任し、2001年（平成13年）10月に駐米大使に任命される。

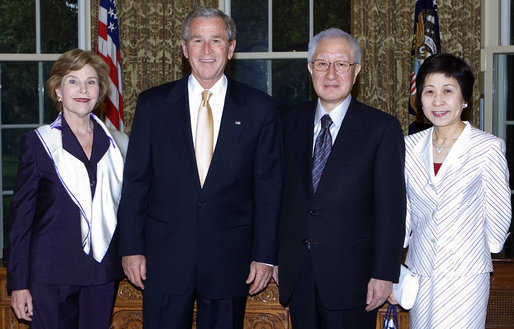
2008年5月20日、ジョージ・W・ブッシュ大統領夫妻と共に

加藤は入省直後から4回の在米勤務経験があり、外務省有数のアメリカ通としてリチャード・アーミテージなど共和党系を中心に豊富な人脈を有していた。駐米大使としては戦後最長となる6年半にわたる任期を務め上げ、日米関係の発展に尽力した。アメリカのシンクタンクは加藤の功績を称えて「加藤良三記念賞」を創設した。
アメリカ合衆国下院121号決議に対しては、決議案に書かれた「20世紀最大の人身売買」「集団強姦」「身体切断」などといった文面に対する反論ではなく、日本政府は既に謝罪を行っているとの立場で採択への反対論を展開し、決議案の委員会採決直前には米下院の有力者に決議案全面撤回を求める書簡を送っている。この文書で加藤は「仮に決議案が可決された場合、日本政府はイラク復興や対テロ戦争でのアメリカへの支援の見直しなども含めた対策を取らざるを得ないだろう。日米の友好関係に長期にわたって悪影響を与える。」と主張し、決議案の全面撤回を求めた。
2008年7月、日本野球機構のコミッショナーに就任（根來泰周代行の後任）。
2017年4月29日付の春の叙勲で、瑞宝大綬章を受章。
2019年11月、世界野球ソフトボール連盟より栄誉勲章を贈られる。

## 竹島問題についての発言
1996年（平成8年）5月17日より始まった第136国会衆議院外務委員会において、外務省アジア局長だった加藤は、島根県竹島について事実上韓国の占有状態にあるものの、実効的支配については「平穏な占有」という要件があり、関係国である日本から継続的あるいは適時に抗議や申し入れがなされている、すなわち時効の中断に相当するものがなされているという状況下では、必ずしも実効的支配が確立されているとは言い難いという認識を示した。

## 日本プロ野球コミッショナー

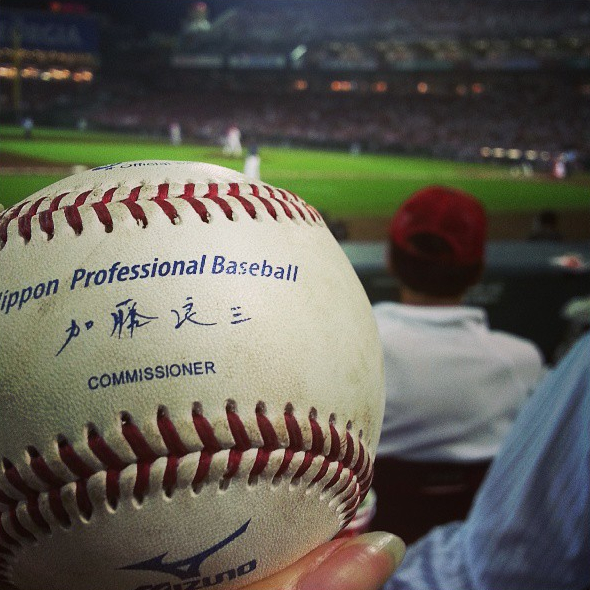
加藤コミッショナーの名前が刻印された2013年の日本プロ野球公式球。

外交官になる以前からの野球好きで、公邸にはサインボールなどのコレクションを100点以上展示していた。駐米大使時代はブッシュ大統領に堂々と「野球のファンだ」と言い切り、2002年に福岡ダイエーホークス（のちのソフトバンク）監督の王貞治と国務長官のコリン・パウエルとの会談の席を設けるなど野球外交を展開していた。WBCや大リーグで始球式を務め、日米のホームラン王であるハンク・アーロンと王貞治を日本大使公邸に招いてパーティーを開くなど、国内外の野球界に広く通じていた。
2008年6月18日、都内で開かれたプロ野球12球団のオーナー会議にて第12代コミッショナーに選任された。記者会見では中学時代に父からプレゼントされた川上哲治のサインバットを取り出して野球への想いを語った。
2009年の第2回WBC終了後、日本代表の大会3連覇に向けてプロ野球の使用球をWBCで使われるアメリカのボールに合わせるべきとの見解を発表した。コミッショナー主導の下、2010年夏に翌シーズンからの統一球導入が決まった。加藤は統一球の導入により「国際試合でもNPBの選手のボールに対する違和感が少なくなることを期待」すると述べ、このボールが国際大会使用球となることを目指すとした。また、すべての統一球には加藤コミッショナーのサインが刻印された。
2011年3月17日、11日に発生した東日本大震災の影響でプロ野球の開幕延期が議論される中、選手会の反対を押し切ってセ・リーグは予定通り3月25日に開幕すると発表した。翌18日に文部科学省から東京電力・東北電力管内での試合はできるだけ開催しないこととナイターの自粛を求められたが、加藤コミッショナーは取材を受けずコメントも出さなかった。22日に選手会会長の新井貴浩らと文部科学大臣の高木義明、節電啓発担当大臣の蓮舫を訪ねた際、高木から「ナイター実施は国民の理解を得られていないと思う」と東京電力と東北電力管内でのナイター自粛を要請され、選手会との協調も重ねて指導された。加藤は翌23日において「狭い利益ではなく、選手会を含めた野球世界全体として考えるべき。今の時期に野球をやることは不謹慎だとは思わない。SMAPだって何だって、仕事をするんだと言っていた。」と主張した。しかし、加藤の発言も含め「節電は二の次」とされる姿勢が世論の批判を招いたことから、その後の臨時オーナー会議でセ・リーグもパ・リーグと同様に4月12日に開幕が延期された。シーズン終了後には統一球の導入により本塁打数が激減したことが問題になったが、統一球に対応できてこそ「一流の一流である」との私見を述べ、各打者の技術向上を要望した。
第3回WBCへの参加をめぐる問題においては、アメリカが主導権を握る収益配分の不均衡を問題視した選手会から不参加決議がなされた後も、「ファンのために」「（震災の）復興支援」として「参加すべきだ」と主張した。後に選手会は不参加決議を撤回したが、新井選手会長は記者会見で「残念でなりません」とし、日本代表が持つべき権利の交渉について「トップである加藤が主導権を取り、MLBと対決しないといけない」と加藤を痛烈に批判した。
2012年11月20日に行われた巨人の日本一祝賀会に出席した。壇上で挨拶した加藤は「今年は日米でジャイアンツの年でした。ワールドシリーズではサンフランシスコ・ジャイアンツが4戦全勝。読売ジャイアンツは4勝2敗。もし読売ジャイアンツが4勝0敗なら、私がいるNPBは赤字になる。2試合（多く）やれば、数億円儲かるだろうといわれている。いろんな配慮をいただいたという説がないことはないのであります。御礼申し上げます」、「読売ジャイアンツには世にもまれなる発信力と影響力を持つ球団会長がおられます。サンフランシスコ・ジャイアンツにはおられません。アメリカの30球団にもいない。それも読売ジャイアンツの強みではないかと。今回の読売ジャイアンツの見事な完全優勝を日本には嫌がる人もいるけれど、より多くの野球ファンは喜んだのではないでしょうか。日本野球全体の活力につながる完全優勝だったと思います」などと発言した。
2013年6月12日、加藤は統一球の仕様変更を公表していなかった問題で会見を開き、混乱を招いたことについて謝罪する一方で、加藤の了承の上で変更が行われたという事務局長の下田の主張について「昨日まで全く知りませんでした。」と否定し、責任を追及する記者に対しては「不祥事を起こしたとは思っていません」と答えた。ダルビッシュ有は自身のツイッターで、「名前まで入れて、中身知りませんはなぁ。。」と加藤の態度を痛烈に批判した。世間からも多くの苦情が殺到したため、14日の会見では「ファン、選手の方々に迷惑をおかけしたことについては大変な失態であったと思い、猛省しております」と述べたが、辞任については重ねて否定した。一方、実際には統一球検査の報告を随時受けていたことが取材で発覚したが、9月19日のプロ野球12球団オーナー会議の席上で挨拶し、日本シリーズ前日の10月25日までにコミッショナー職を辞任する事を表明した。

## 職歴
- 1965年（昭和40年）4月 外務省入省
- 1965年（昭和40年） 英語研修（イェール大学）
- 1967年（昭和42年） 在アメリカ合衆国日本国大使館三等書記官（下田武三大使秘書）
- 1969年（昭和44年） アメリカ局北米第一課、次いで大臣官房総務課
- 1975年（昭和50年）5月 在オーストラリア日本国大使館一等書記官
- 1978年（昭和53年）1月 在エジプト日本国大使館一等書記官
- 1981年（昭和56年）2月 条約局調査官
- 1981年（昭和56年）8月 北米局安全保障課長
- 1984年（昭和59年）7月 条約局条約課長
- 1987年（昭和62年）1月 在アメリカ合衆国日本大使館公使
- 1990年（平成2年）8月 大臣官房総務課長
- 1992年（平成4年）7月 北米局審議官
- 1994年（平成6年）2月 サンフランシスコ日本国総領事
- 1995年（平成7年）8月 アジア局長
- 1997年（平成9年）8月 総合外交政策局長
- 1999年（平成11年）8月 外務審議官（政務担当）
- 2001年（平成13年）9月 在アメリカ合衆国特命全権大使
- 2008年（平成20年）5月 同退任、三菱商事特別顧問
- 2008年（平成20年）7月 日本プロ野球コミッショナー就任
- 2009年（平成21年）1月 安全保障と防衛力に関する懇談会 専門委員
- 2009年（平成21年）6月 三菱商事社外取締役
- 2010年（平成22年）2月 新たな時代の安全保障と防衛力に関する懇談会 専門委員
- 2010年（平成22年）7月 外務省顧問退任
- 2010年（平成22年）12月 外務省顧問就任
- 2013年（平成25年）10月 コミッショナー退任

## 外務省同期入省者
- 折田正樹（駐英大使・北米局長・条約局長）
- 茂田宏（テロ対策担当大使・駐イスラエル大使）
- 津守滋（00年駐ミャンマー大使・98年駐クウェート大使）
- 田中克之（駐メキシコ大使・中南米局長）
- 木谷隆（駐ペルー大使）
- 小西正樹（駐マレーシア大使・国連大使）
- 佐藤裕美（駐コートジボワール大使）
- 佐々木高久（駐ナイジェリア大使）
- 朝海和夫（欧州連合大使・国際社会協力部長）
- 河村武和（欧州連合大使・儀典長）
- 内田富夫（00年駐スウェーデン大使・95年駐シリア大使）
- 松井啓（01年駐ナイジェリア大使・98年駐ブルガリア大使・93年初代駐カザフスタン大使）
- 竹中繁雄（03年査察担当大使・99年駐トルコ大使・97年法務省入国管理局長・93年駐バングラデシュ大使）

## 著書
- 『日米の絆　元駐米大使加藤良三回顧録』三好範英 聞き手・編、吉田書店、2021年

## 家族
妻は法眼晋作（外務事務次官らを歴任）の二女で、仲人は第7代日本プロ野球コミッショナーの下田武三である。父と兄は柔道家。父は八段を取得している。両親の仲人は嘉納治五郎。